# Autyzm atypowy
Autyzm atypowy (gr. αυτος autos, sam) – całościowe zaburzenie rozwoju różniące się od wczesnego autyzmu dziecięcego przede wszystkim późniejszym początkiem wystąpienia objawów (w trzecim roku życia lub później). Nie spełnia wszystkich kryteriów dla jednostki F84.0 (autyzm dziecięcy).

## Klasyfikacja ICD10
| kod ICD10       | nazwa choroby                                                |
| --------------- | ------------------------------------------------------------ |
| ICD-10: F84.1   | Autyzm atypowy                                               |
| ICD-10: F84.1.0 | Nietypowość wieku wystąpienia                                |
| ICD-10: F84.1.1 | Nietypowość symptomatologii                                  |
| ICD-10: F84.1.2 | Nietypowość zarówno wieku wystąpienia, jak i symptomatologii |